# 川越市立鯨井中学校
川越市立鯨井中学校（かわごえしりつ くじらいちゅうがっこう）は、埼玉県川越市鯨井にある公立中学校。

## 沿革
- 1980年4月1日 - 川越市立名細中学校、川越市立霞ヶ関東中学校のマンモス化を解消するために川越市立鯨井中学校として開校
- 1980年5月1日 - 校章、校服制定
- 1981年9月11日 - 校旗、校歌制定[1]

## 教育目標
- 学力を身につける生徒
- 心を磨く生徒
- 体を鍛える生徒[2]

## 部活動

### 運動部
- 野球部（男女）
- 卓球部（男子）
- バレーボール部（男子）
- ソフトテニス部（女子）
- バスケットボール部（女子）[3]

### 文化部
- 吹奏楽部（男女）
- 美術部（男女）[3]